# ابوسهل ارجانی
ابوسهل ارجانی در ارجان فارس متولد شد. وی طبیبی بنام بود و به روزگار حکومت دیلمیان مورد توجه امرا و سلاطین دیلمی بود. ابوسهل به شیراز مقیم بود و در خدمت عمادالدوله مرزبان بسر میبرد و جاه و مقامی رفیع داشت سپس زن ابوکالیجار او را به قصد مسموم کردن یکی از پردگیان پادشاه متهم کرد و سلطان، امر به حبس او داد و وی در سال ۴۱۶ در زندان درگذشت.
‌